# Compluvium

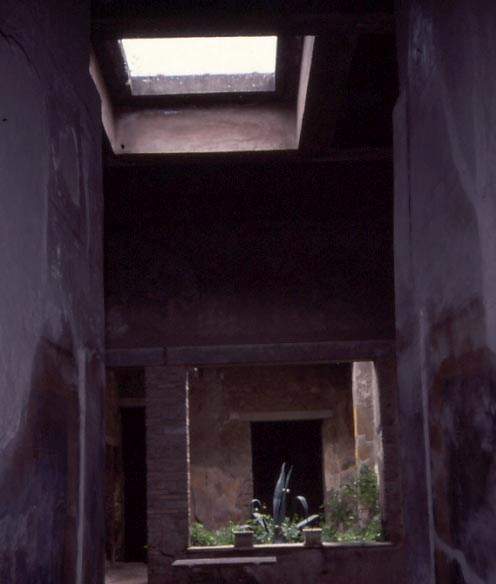
Compluvium w Pompejach

Compluvium – prostokątny otwór w dachu nad atrium w domach etruskich i rzymskich. Służył do zbierania wody w impluvium i oświetlania wnętrza. W domach etruskich dodatkowo pozwalał na odprowadzenie dymu znad paleniska.